# The Fiction We Live
The Fiction We Live es el segundo álbum de estudio de From Autumn to Ashes. Fue lanzado el 9 de septiembre de 2003 por Vagrant Records, logrando mejorar los números que consiguió Too Bad You're Beautiful, su antecesor, consiguiendo el puesto 73 del Billboard 200 de ese mismo año. El álbum siguió la misma línea agresiva del anterior trabajo de 2001, alternando la exitosa fórmula de los desgarradores gritos de Benjamin Perri con la voz más suave de Francis Mark, combinado con su hardcore/metalcore habitual.
Del disco fueron extraídos tres sencillos, "The After Dinner Payback", "Lilacs & Lolita" y "Milligram Smile", de gran aceptación los tres destacando el primero de ellos, "After Dinner Payback", que fue incluido en la banda sonora de la película Freddy contra Jason y es la canción más reconocible de la banda.
El álbum fue el último en el que participasen Scott Gross y Mike Pilato, guitarrista y bajista originales de la banda, respectivamente. Por su parte, Melanie Wills de One True Thing colabora en el disco interpretando, íntegramente, la pista "Autumn's Monologue". Wills ya participó previamente en Too Bad You're Beautiful con la canción "Short Stories With Tragic Endings".

## Listado de canciones
1. "The After Dinner Payback"  – 2:51
2. "Lilacs & Lolita"  – 2:42
3. "No Trivia"  – 4:08
4. "Milligram Smile"  – 3:35
5. "The Second Wrong Makes You Feel Right"  – 4:58
6. "Every Reason To"  – 2:53
7. "Autumn's Monologue"  – 4:33
8. "Alive Out of Habit"  – 4:57
9. "All I Taste Today Is What's Her Name"  – 3:37
10. "The Fiction We Live"  – 1:18
11. "I'm The Best At Ruining My Life"  – 4:23

## Créditos
- Benjamin Perri  - vocalista
- Francis Mark - batería y vocalista
- Scott Gross - guitarra
- Brian Deneeve - guitarra
- Mike Pilato - bajo
- Mellanie Wills - Voz en Autumn's Monologue

- Datos: Q1475541